# Стен-Стенсен Бліхер
Бліхер Стен-Стенсен (Steen Steensen Blicher, 11.х 1782, Віум — 26.III 1848, Торнінг) — данський письменник-демократ. 

## Творчість
Ранні вірші написані в дусі прогресивного романтизму. Він був першим у дат. літературі, що звернувся до жанру новели. Він відображав життя селян і рибалок, побут і звичаї Ютландії. Автор новел «Дім розбійників» (1827), «Пастор у Вейльбю» (1829), повісті «Прядильня» (1842).

## Життєпис
1. 1 2 3  Bibliothèque nationale de France BNF: платформа відкритих даних — 2011.
2. 1 2  Encyclopædia Britannica
3. 1 2  Енциклопедія Брокгауз
4. 1 2 3  Dansk Biografisk Leksikon, 3. udgave — 3 — 1984.
5. ↑  LIBRIS — Королівська бібліотека Швеції, 2018.
6. ↑  Бліхер Стен-Стенсен // Українська радянська енциклопедія : у 12 т. / гол. ред. М. П. Бажан ; редкол.: О. К. Антонов та ін. — 2-ге вид. — К. : Головна редакція УРЕ, 1977. — Т. 1 : А — Борона. — С. 493.